# Tendring (Essex)
Tendring – wieś i civil parish w Anglii, w hrabstwie Essex, w dystrykcie Tendring. Leży 47 km na wschód od miasta Chelmsford i 95 km na północny wschód od Londynu. W 2011 roku civil parish liczyła 736 mieszkańców. W 2011 roku dystrykt liczył 138 048 mieszkańców. Tendring jest wspomniana w Domesday Book (1086) jako Tenderinge/Tenderinga.